# 我要為你呼吸
《我要為你呼吸》（英語：Breathe）是一部2017年英國傳記劇情片，由安迪·瑟克斯執導，威廉·尼柯遜撰寫劇本。其劇情敘述患有脊髓灰質炎的羅賓·凱文迪許在妻子的關愛下漸漸地走出疾病的陰影。由安德魯·加菲爾德主演凱文迪許，其他演員包括克萊兒·芙伊、湯姆·荷蘭德、休·博內威利、迪恩-查爾斯·查普曼和艾德·史彼勒。凱文迪許之子強納森亦在片中擔任監製，並由瑟克斯的製片公司The Imaginarium Studios製作；該片為瑟克斯的導演處女作，而在此前的執導作《森林之子毛克利》則因特效的製作而延後至2018年上映。
該片由BBC電影出資製作，而Bleecker Street和Participant Media則負責該片在美國的發行。《我要為你呼吸》最先於2017年9月的多倫多國際影展上首映，並定於2017年10月13日在美國廣泛上映。

## 劇情
故事敘述羅賓·凱文迪許在28歲時被診斷患有脊髓灰質炎，這使他頸部以下全身癱瘓，必須依靠機器才能正常呼吸。他美麗溫柔的妻子黛安娜堅決將羅賓帶回家照顧，她的愛及付出使羅賓漸漸地走出傷痛，也讓他不再為病痛所苦，而是好好珍惜當下兩人的美好時光。

## 演員
- 安德魯·加菲爾德飾演羅賓·凱文迪許（英语：Robin Cavendish）：被描述為「英俊、輝煌和冒險感」的男性。於28歲時被診斷患有脊髓灰質炎，這使自己頸部以下全身癱瘓[5][6]。
- 克萊兒·芙伊飾演黛安娜·布萊克爾：凱文迪許的愛妻[10]。
- 湯姆·荷蘭德飾演布洛格斯和大衛·布萊克爾：黛安娜的兩名兄弟[11]。
- 休·博內威利飾演泰迪·霍爾（英语：Edward Thomas Hall）：發明家和牛津大學教授，他幫助凱文迪許發明了一輛內建呼吸器的輪椅。
- 迪恩-查爾斯·查普曼飾演強納森[12]
- 艾德·史彼勒飾演柯林·坎貝爾
- 米蘭達·拉森（英语：Miranda Raison）飾演瑪莉·道內

## 製作

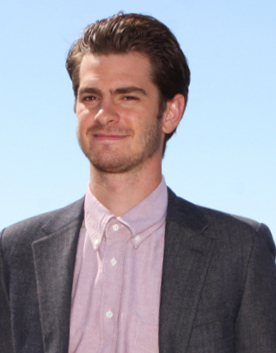
安德魯·加菲爾德為羅賓·凱文迪許的飾演者

2016年5月5日，據《綜藝》報導，安德魯·加菲爾德和克萊兒·芙伊加入了安迪·瑟克斯執導的電影《我要為你呼吸》，劇本由威廉·尼柯遜撰寫；其劇情主要描述羅賓·凱文迪許和其妻子的故事。2016年9月10日，據報導，《我要為你呼吸》將參與2017年多倫多國際影展，而Bleecker Street和Participant Media則已買下該片在北美的發行權。
在拍攝期間，加菲爾德為了詮釋羅賓·凱文迪許的生活，而必須保持不動，他補充說，「但我們也必須證明羅賓和黛安娜對彼此浪漫吸引力的仍存在著...令人吃驚的是，羅賓周遭的每個人都成為了他的身體。他成為了本創舉的主宰者。」而黛安娜一角不僅是加菲爾德角色的靈魂伴侶，而是「進入羅賓的世界。在身體和情感上，他對黛安娜有著很大的依賴性。」加菲爾德解釋說，他還花了時間與現實中的黛安娜、強納森·凱文迪許和他們的朋友及家人交談，使他能吸收羅賓的個性，以及「窺探呼吸器內的那個人」。

## 發行
《我要為你呼吸》最先於2017年9月的多倫多國際影展上作全球首映，並由Bleecker Street和Participant Media排定於2017年10月13日在美國廣泛上映。
2017年6月29日，英國電影協會宣布，《我要為你呼吸》將是2017年倫敦影展的開幕片。影展總監克萊兒·史都華將其描述為卓越英國人才的一盞明燈。

### 評價
爛番茄根據162條評論，該片持有68%的新鮮度，平均得分為6.38／10，觀眾投票獲得71%的分數，平均得分為3.78／5。在Metacritic上，電影獲得51分。

## 外部連結
- 互联网电影数据库（IMDb）上《我要為你呼吸》的资料（英文）